# 莉萨·艾尔
莉萨·艾尔（英語：Lisa Eyre，1968年12月18日—），英国女子赛艇运动员。她曾代表英国参加世界赛艇锦标赛，获得一枚金牌和一枚铜牌。她也曾参加1996年和2000年夏季奥林匹克运动会。